# Ehingen (Souabe)
Pour les articles homonymes, voir Ehingen.
Ehingen est une commune allemande de Bavière située dans l'arrondissement d'Augsbourg et le district de Souabe.

## Géographie

Situation de Ehingen (en rouge) dans l'arrondissement d'Augsbourg et (en violet) dans la communauté d'administration de Nordendorf

Ehingen est située sur la rive gauche de la Schmutter, affluent du Danube, à la pointe nord du Parc naturel d'Augsbourg-Westliche Wälder, à 30 km au nord d'Augsbourg. La commune, qui se trouve à la limite avec l'arrondissement de Dillingen fait partie de la communauté d'administration de Nordendorf et elle est composée des deux villages d'Ehingen et d'Ortfingen.

## Histoire
Ehingen fut au XIIIe siècle et au XIVe siècles le siège d'une seigneurie locale puissante. En 1395, elle entre dans la mouvance des Wittelsbach, puis, en 1392, dans celle de l'abbaye bénédictine de Benediktbeuern jusqu'au Recès d'Empire de 1803 et à son incorporation dans le royaume de Bavière.
En 1818, le village est érigé en commune et intègre l'arrondissement de Wertingen jusqu'à la disparition de ce dernier en 1972. Au cours des réformes administratives des années 1970, la commune d'Ortfingen est incorporée au territoire d'Ehingen.

## Démographie
| 1840 | 1871 | 1900 | 1910 | 1925 | 1933 | 1939 | 1950 | 1961 |
| ---- | ---- | ---- | ---- | ---- | ---- | ---- | ---- | ---- |
| 573  | 548  | 598  | 693  | 697  | 640  | 582  | 934  | 700  |

| 1970 | 1987 | 2000 | 2005  | 2009 | - | - | - | - |
| ---- | ---- | ---- | ----- | ---- | - | - | - | - |
| 738  | 805  | 983  | 1 009 | 993  | - | - | - | - |